# Palungtar
Palungtar (nep. पालुङटार) – gaun wikas samiti w zachodniej części Nepalu w strefie Gandaki w dystrykcie Gorkha. Według nepalskiego spisu powszechnego z 2001 roku liczył on 1036 gospodarstw domowych i 4501 mieszkańców (2476 kobiet i 2025 mężczyzn).